# Mystery shopper
Een mystery shopper is iemand (vaak een trainingsacteur) die wordt ingehuurd om een aankoop in een winkel of restaurant of bij een andere dienstverlener te doen en zijn bevindingen nauwgezet te beschrijven. In Nederland en België wordt op steeds grotere schaal van deze vorm van onderzoek gebruikgemaakt; in andere landen, zoals de Verenigde Staten, is dit een gebruikelijker onderzoeksmethode.
Om een zo realistisch mogelijke ervaring te krijgen, wordt het personeel vooraf niet, of niet specifiek, van de mystery shopper op de hoogte gebracht. De mystery shopper presenteert zichzelf vervolgens als een gewone klant en let in het hele proces op vooraf opgestelde criteria. Voorbeelden van aspecten waarop gelet kan worden, zijn de beleefdheid van het personeel, de netheid van de winkel, wachttijden, hulpvaardigheid en deskundigheid van het bedienend personeel.
De bevindingen worden verwerkt en dienen uiteindelijk ter verbetering van het serviceniveau en het bewaken van de kwaliteit. Een bijkomend doel is het mogelijk aantonen van een verband tussen klanttevredenheid en omzet/winst voor een bedrijf of vestiging.
Er wordt soms een kritische noot geplaatst bij de ethiek van het mystery shoppen. Personeel wordt zonder het te weten geobserveerd en heeft vaak geen mogelijkheden zich te verdedigen tegen eventuele onwelgevallige uitkomsten. Ook kan het door sommige personeelsleden als een motie van wantrouwen van het (centrale) management gezien worden.
Een jonge mystery shopper wordt ook soms ingezet om de naleving van leeftijdsgrenzen te controleren, bijvoorbeeld bij de verkoop van alcohol, tabak, films en spellen (en met shopper in de ruimere betekenis van klant: de verhuur van films en spellen, en de toegang tot films in de bioscoop). In tweede instantie wordt mystery shopping ook gebruikt als een onderzoeksmethode om te peilen naar discriminerende gedragingen op de huurmarkt. Hierbij worden makelaars benaderd door mystery shoppers met de vraag of ze bereid zijn hun woning te verhuren. Daarbij vraagt de mystery shopper aan de makelaar om bijvoorbeeld geen personen met een allochtone origine als verhuurder te accepteren.